# MHTML
MHTML (abreviado también MHT) o MIME HTML, es un estándar para incluir recursos que en páginas HTML usualmente están enlazados externamente, tal como los archivos de imágenes y sonido, en el mismo archivo, basándose en el RFC 2557. Los archivos de datos incluidos son codificados utilizando MIME. Este formato es llamado a veces como MHT, bajo la extensión de archivo .mht dado a tales archivos por omisión cuando son creados por Microsoft Word, Internet Explorer u Opera. 
Lo particular del MHTML, es que el contenido es codificado como si fuera un mensaje del protocolo de transferencia de hipertexto correo electrónico, utilizando el MIME multipart/related. La primera parte es el archivo del protocolo de transferencia de hipertexto, codificado normalmente. Las partes subsiguientes son los recursos adicionales, identificado por sus URLs originales.

## Soporte en Navegadores
El proceso para guardar una página web junto con sus recursos en un archivo de MHTML no está estandardizado totalmente a través de los diferentes navegadores. Debido a esto, la misma página web guardada como archivo MHTML puede verse de forma distinta en cada Navegador.

### Internet Explorer
El formato de .MHT fue introducido en 1999 en Internet Explorer 5.1, que permite a usuarios guardar una página web y sus recursos como un solo archivo de MHTML. Esta característica, sin embargo, no puede guardar ciertas páginas web complejas correctamente, en especial las que contienen imágenes con redacción. Todo se guarda como un solo archivo.

### Opera
El soporte para guardar una página web con los recursos de un archivo de MHTML está disponible desde Opera 9.0.

### Mozilla Firefox
El navegador Mozilla Firefox requiere la instalación de una extensión denominada Mozilla Archive Format] (enlace roto disponible en Internet Archive; véase el historial, la primera versión y la última). para ver y crear archivos MHTML.

### Google Chrome
La lectura de ficheros MHTML en Chrome está soportada, al menos en la versión 28.0, pero con limitaciones.
Es posible guardar páginas en formato MHTML en actuales versiones de Google Chrome (25.0), para ello hay que activar la funcionalidad experimental "Guardar página como MHTML" desde la página chrome://flags/. Sin embargo, al habilitar esta opción experimental se deshabilitan las opciones de guardar páginas como solo HTML o página web completa.

## Enlaces
- kmhtConvert (utility to convert mht files to war (KDE Web Archive) files.) Archivado el 26 de septiembre de 2007 en Wayback Machine.
- MHTML explicación básica en inglés
- Firefox extensiones para soportar MHTML (enlace roto disponible en Internet Archive; véase el historial, la primera versión y la última).
- RFC 2557 (1999) — MIME Encapsulación de Documentos, desde HTML (MHTML)
- RFC 2110 (1997, Obsoleta)

- Datos: Q954199